# Venti20: i vent'anni del 2000
Venti20: i vent'anni del 2000 è un programma televisivo italiano andato in onda, in seconda serata una volta a settimana, su TV8 dal 12 giugno 2020 al 16 luglio 2021 condotto da Alessio Viola e prodotto da Stand by Me.

## Il programma
Durante le sei puntate del programma, una delle rare esclusive assolute del canale free di Sky, il conduttore ripercorre, con interviste a volti noti e non solo, il primo ventennio del duemila, analizzando i fatti più importanti avvenuti nel corso di questo periodo.
Alla fine di ogni puntata, Viola scrive tre pronostici su quello che, secondo lui, accadrà in futuro.

## Puntate
| Puntata | Messa in onda  | Titolo                    |
| ------- | -------------- | ------------------------- |
| 1a      | 12 giugno 2020 | Everything is possible    |
| 2a      | 19 giugno 2020 | Facciamoci un selfie      |
| 3a      | 26 giugno 2020 | Love me Tinder            |
| 4a      | 3 luglio 2020  | Gomorraland               |
| 5a      | 10 luglio 2020 | Green is the new black    |
| 6a      | 17 luglio 2020 | Zero gradi di separazione |

## Venti20... Quasi21
In un comunicato stampa del 14 dicembre 2020, TV8 ha annunciato che sulla scia del programma, sarà trasmessa il giorno 23 dicembre 2020 una puntata speciale denominata Venti20... Quasi21 sempre condotta da Alessio Viola.

## Venti20 Vol.2

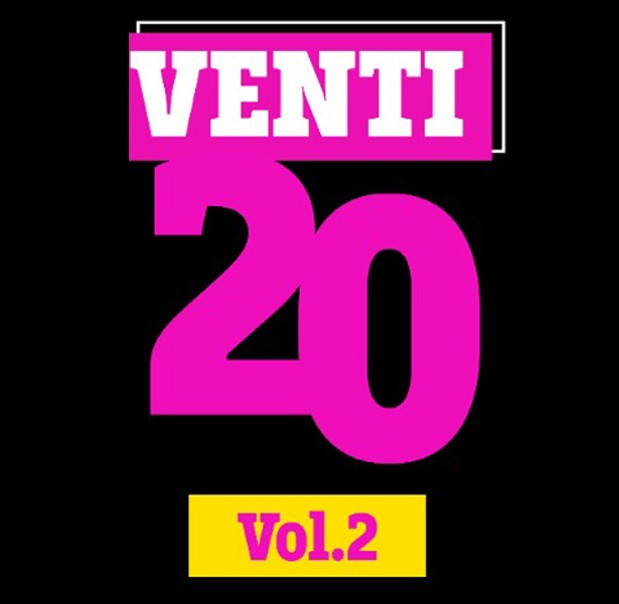
Logo della seconda edizione di Venti20

Il programma viene rinnovato nel 2021 per una seconda stagione. La nuova edizione prende la denimonazione "Venti20 Volume 2" e trova ancora una volta spazio nella seconda serata di TV8 a partire dal 25 giugno 2021 fino al 16 luglio 2021, per un totale di quattro puntate.
La nuova stagione, prodotta da Stand By Me, vede ancora una volta Alessio Viola in veste di conduttore. Cambia lievemente il logo della trasmissione, al quale si aggiunge la dicitura "Vol.2".